# Dutch Juniors 1988
Das Dutch Juniors 1988 fand vom 11. bis zum 13. März 1988 als bedeutendstes internationales Nachwuchsturnier der Niederlande im Badminton in Duinwijck, Haarlem, statt.

## Finalergebnisse
| Disziplin    | Sieger                                    | Finalist                        | Ergebnis           |
| ------------ | ----------------------------------------- | ------------------------------- | ------------------ |
| Herreneinzel | Thomas Stuer-Lauridsen                    | Yulie Djiang                    | 15–8, 15–12        |
| Dameneinzel  | Aiko Miyamura                             | Maiken Mørk                     | 11–1, 11–0         |
| Herrendoppel | Christian Jakobsen Thomas Stuer-Lauridsen | Johnny Sørensen Thomas Madsen   | 15–12, 17–14       |
| Damendoppel  | Marlene Thomsen Trine Johansson           | Adele Abbott Felicity Gallup    | 15–6, 14–18, 15–10 |
| Mixed        | Johnny Sørensen Maiken Mørk               | Richard Harmsworth Tracy Dineen | 15–8, 15–3         |